# Бенитес Арпольда, Педро
Педро Мануэль Бенитес Арпольда (исп. Pedro Manuel Benítez Arpolda; 12 января 1901, Луке, Парагвай — 31 января 1974) — парагвайский футболист, вратарь.

## Биография
С 1929 года по 1931 год выступал за «Либертад» из столице Парагвая Асунсьон. В 1932 году провёл 9 матчей в чемпионате Аргентины за клуб «Атланта» из Буэнос-Айреса.
Главный тренер национальной сборной Парагвая Хосе Дуранд Лагуна вызвал Бенитеса на первый чемпионат мира 1930, который прошёл в Уругвае. На турнире он сыграл один матч, против Бельгии, который закончился победой его команды со счётом (1:0). В своей группе Парагвай занял второе место, но не прошёл в полуфинал, команда Педро Бенитеса уступила США и обогнала Бельгию.